# Южен алигаторов гущер
Южните алигаторови гущери (Elgaria multicarinata) са вид влечуги от семейство Слепоци (Anguidae).
Разпространени са в западната част на Северна Америка.
Таксонът е описан за пръв път от френския лекар и естественик Анри-Мари Дюкроте дьо Бленвил през 1835 година.

## Подвидове
- Elgaria multicarinata multicarinata